# Georg Bergler
Georg Bergler (* 18. Juli 1900 in Lohr am Main; † 4. März 1972) war Professor für Betriebswirtschaftslehre.

## Biographie
Bergler studierte in Nürnberg und Tübingen, wo er unter anderem von Wilhelm Vershofen und Wilhelm Rieger unterrichtet wurde. Bei Rieger promovierte er 1928.
1936 wurde er Geschäftsführer und 1955 Vorstandsvorsitzender der Gesellschaft für Konsumforschung.
1948 wurde er auf den Lehrstuhl für Betriebswirtschaftslehre, insbesondere Absatzforschung und Werbelehre, an der Hochschule für Wirtschafts- und Sozialwissenschaften Nürnberg berufen.
1966 emeritierte Bergler.

## Veröffentlichungen (Auswahl)
- Der chemisch-pharmazeutische Markenartikel. Darstellung des Wesens, der Absatzformen und des Kampfes um den Markt. Dissertation 1931; gedruckt 1933. Reprint [der Ausgabe] Stuttgart: Metzler, 1933, Wiesbaden: G·E·M, 2006, 2006/24, 98 S., ISBN 3-9809657-3-2.
- Die Uhr im Urteil des Verbrauchers. In: Die Uhrmacherkunst. 1938, S. 78–80.
- Georg Bergler und Ludwig Erhard (Hrsg.): Marktwirtschaft und Wirtschaftswissenschaft. Eine Festgabe aus dem Kreise der Nürnberger Schule zum 60. Geburtstage von Wilhelm Vershofen. Reprint [der Ausgabe] Berlin: Dt. Betriebswirte-Verlag, 1939, Frankfurt am Main: Keip, 1991, 312 S., ISBN 3-8051-0067-1 (Bibliographie W. Vershofen S. 311–312)
- Unternehmer und Manager als persönliche Träger der Kapitalwirtschaft. In: Die Unternehmung im Markt. Festschrift für Wilhelm Rieger zu seinem 75. Geburtstag. Stuttgart, Köln: Kohlhammer, 1953, 322 S.
- Beiträge zur Absatz- und Verbrauchsforschung, Kallmünz: Lassleben, 1957.
- Das Schrifttum über den Markenartikel.  4. auf den neuesten Stand gebrachte Auflage. Nürnberg: Gesellschaft für Konsumforschung, 1960, 332 S.
- Die Entwicklung der Verbrauchsforschung in Deutschland und die Gesellschaft für Konsumforschung bis zum Jahre 1945, Kallmünz: Lassleben, 1960.
- Verbrauchsforschung zwischen Mensch und Wirtschaft, München: Verlag Moderne Industrie, 1961.
- Geschichte der Hochschule für Wirtschafts- und Sozialwissenschaften Nürnberg 1919–1961, zwei Bände, Nürnberg: Spindler, 1963/1969.
- Werbung und Gesellschaft, Essen: Girardet 1965.
- Absatz. Materialien für eine Absatzlehre, Nürnberg: Spindler 1968.
- Bibliographie der Mode und der Textilwirtschaft, Essen: Girardet, 1971.
- Geschichten und Legenden. Nürnberg: Absatzwirtschaftliche Gesellschaft e. V., 1971, 200 S. (Druck: Ludwigsburg: Süddeutsche Verlagsanstalt und Druckerei GmbH)
- Kuriositäten. Bemerkungen zu Mensch und Wirtschaft, Berlin: Duncker & Humblot, 1973, ISBN 3-428-02892-9.

## Georg-Bergler-Preis für Absatzwirtschaft
Mit der Preissumme von 20.000 Euro zählt der Georg-Bergler-Preis zu den am höchsten dotierten Marketing-Fachbuch-Auszeichnungen Europas. Die Auszeichnung wird seit 2006 von der absatzwirtschaft – Zeitschrift für Marketing, dem Deutschen Marketing-Verband und dem GfK-Verein alle zwei Jahre vergeben und würdigt die Arbeiten von Buchautoren im Themenkreis der marktorientierten Unternehmensführung, die wissenschaftliche Erkenntnisse aus Marketing und dem Bereich Absatzwirtschaft besonders anschaulich, praxisnah und wegweisend darstellen. Die Vergabe des Preises ist zugleich an die Bedingung geknüpft, dass der Preisträger mindestens die Hälfte der Summe wieder in den Wissenschaftsbetrieb investiert, sei es in Projekte, Forschungsarbeiten oder Bücherstiftungen. Über die Vergabe entscheidet eine mit sechs Experten aus Wissenschaft und Praxis besetzte Jury.
Preisträger waren bisher:
- 2013 Manfred Bruhn, Universität Basel mit dem Buch Relationship Marketing.[2]
- 2010 Hermann Simon, Simon, Kucher & Partners, Bonn und Martin Fassnacht (Marketingforscher), WHU – Otto Beisheim School of Management, Vallendar mit dem Buch Preismanagement – Nach Ansicht der Jury handelt es sich bei dem Buch um eines der umfassendsten Fachbücher zum Thema Preis: „Die erste Ausgabe des Buches erschien 1982 unter der Alleinautorenschaft von Hermann Simon und füllte damals schon eine große Lücke zwischen Theorie und Praxis auf diesem Gebiet. Mit dem Co-Autor Martin Fassnacht in der nun ausgezeichneten 3. Auflage des Titels erfolgte eine völlige Neubearbeitung des Fachbuch-Klassikers. Das als Lehrbuch für Studenten konzipierte Buch folgt jetzt einer konsequent prozessorientierten Gliederung des Preisfindungsprozesses von der Strategie über die Analyse bis hin zur Entscheidung und Umsetzung“, heißt es in der offiziellen Begründung der Preisgeber. Die ungewöhnliche Autorenkombination von Wissenschaftlern und Praktikern trüge dazu bei, dass sowohl theoretisch anspruchsvolle Inhalte als auch für die Praxis relevantes Wissen vermittelt werden und das Thema Preisbildung dadurch nachvollziehbar und anwendbar machen.
- 2008 Klaus Backhaus, Westfälische Wilhelms-Universität Münster und Helmut Schneider, Steinbeis-Hochschule Berlin.
- 2006 Franz-Rudolf Esch, Marketing-Forscher Universität Gießen.

## Quelle
- Hanns Linhardt, Mitteilung – Nachruf auf Georg Bergler, in ZfbF 1972, S. 268–270